# Миндер, Павел Филиппович
Па́вел Фили́ппович Ми́ндер (1858—1925) — российский спортивный деятель немецкого происхождения; первый председатель футбольного клуба «Унион», казначей московской футбольной лиги.

## Биография
Принадлежал к известной с начала XIX века семье аптекарей и врачей, выходцев из Ганновера. Служил в армии прапорщиком, затем перешёл в купечество. Потомственный почётный гражданин (1904), московский 1-й гильдии купец (с 1887), член Московского биржевого комитета, нотариус Московской биржи; член совета лютеранской церкви Святого Михаила в Москве.
Первый председатель футбольного клуба «Унион». Был казначеем московской футбольной лиги. Избирался почётным членом «Униона».
Существовал футбольный турнир Кубок Миндера — кубок третьих команд класса «А».
Умер в 1925 году. Похоронен на Введенском кладбище (4 уч.).

### Семья
Брат — Георгий (Егор до принятия крещения; ?—1914), потомственный дворянин, действительный статский советник, инженер-механик, директор правления Товарищества Вознесенской мануфактуры С. Лепешкина сыновей, владелец хлопкоочистительного завода в Мерве (Typкестанский край); попечитель Александро-Мариинского приюта Ведомства учреждений императрицы Марии в Москве на Старой Басманной улице.
Брат — Александр (1850—1919), личный почётный гражданин, московский 2-й гильдии купец, биржевой маклер по операциям с хлопком и шерстью, московский домовладелец.
Жена — Мария (урожд. Губер); дети:
- Павел,
- Георгий[4],
- Маргарита,
- Владимир[4]
- Генрих,
- Лев,
- Константин (1902, Москва — 14.3.1938) — лётчик-испытатель научно-испытательного института ВВС РККА, капитан; арестован 13.1.1938; 14.3.1938 по обвинению в шпионаже ВКВС СССР приговорён к расстрелу; расстрелян в тот же день на полигоне «Коммунарка»; реабилитирован 25.5.1957 ВКВС СССР[5].